# Jean Gainche
Jean Gainche (Remungol, 12 de agosto de 1932) fue un ciclista francés que fue profesional entre 1956 y 1966. Era un buen rodador y esprínter. A lo largo de su carrera consiguió 59 victorias, entre ellas dos veces el Gran Premio de Plouay y una etapa en el Tour de Francia.

## Palmarés
- 1953
  - 1º en la Vuelta en Costa de Marfil y vencedor de 4 etapas
  - 1º en Ploerdut
- 1954
  - 1º en la Vuelta en Costa de Marfil y vencedor de 9 etapas
- 1955
  - Campeón de Bretaña de los independientes
  - Vencedor de una etapa de la Ruta en Francia
- 1956
  - 1º en La Clèze
- 1957
  - 1º en Croisly
  - 1º en Merville
  - 1º en Ploerdut
  - Vencedor de una etapa al Tour de Normandía
- 1958
  - 1º en el Circuito de las 2 bahías
  - 1º en el Tour de Champanya y vencedor de una etapa
  - 1º en el Gran Premio de Plouay
  - 1º en Carantec
  - 1º en Saint-Méen
  - 1º en Locmalo
  - 1º en Loctudy
  - Vencedor de una etapa al Tour de Francia
  - Vencedor de una etapa al Circuito de Finisterre
- 1959
  - 1º en la Vuelta en Costa de Marfil
  - 1º en la Etoile de Leon a Landivisiau
  - 1º en el Circuito del Aulne
  - 1º en Coatserho
  - 1º en Leuhan
  - 1º en Meslan
  - 1º en Moustoir
  - 1º en Morlaix
- 1960
  - 1º en Thouars
- 1961
  - 1º en el Critèrium de Château-Chinon
  - 1º en Locmalo
  - 1º en la Ronda de Seignelay
  - 1º en Valognes
  - 1º en Saint Nazaire
- 1962
  - 1º en el Gran Premio de Plouay
  - 1º en  la medio-agosto bretona
- 1964
  - 1º en Guérêt
  - 1º en Guerlesquin
  - 1º en Hennebont
  - 1º en Plessala
  - 1º en el Circuito de Trueno-ker
- 1965
  - 1º en la Lagorce-Laguirande
  - 1º en Plémet
  - 1º en Pontrieux
- 1966
  - 1º en Quemper-Guézennec
  - 1º en Perros-Guirrec

### Resultados al Tour de Francia
- 1958. 29º de la clasificación general y vencedor de una etapa
- 1959. Abandona (18.ª etapa)
- 1960. 36º de la clasificación general
- 1961. 14º de la clasificación general
- 1962. 32.º de la clasificación general
- 1963. 20º de la clasificación general
- 1964. 31.º de la clasificación general
- 1965. 71.º de la clasificación general